# 云室
云室（英語：Cloud chamber)，又稱威尔逊室，是一种用于观察电离辐射路径的粒子探测器。
云室內部是一個密封環境，其中含有过饱和水蒸气或酒精蒸气。與飛機雲的原理相似，高能带电粒子（例如α粒子或β粒子）在碰撞过程中通过静电力将电子从气体分子中分離，与气体混合物相互作用，从而产生一串电离气体粒子。如果气体混合物处于冷凝点，产生的离子将充当冷凝中心，在其周围形成一道雾状的液滴痕迹。这些液滴在蒸汽中下落时，会形成具有獨特形狀的“云”状轨迹，并持续几秒钟。例如，α粒子的轨迹又粗又直（長約4公分），而β粒子轨迹则较為纖细曲折，較α粒子的黯淡。
云室由苏格兰物理学家查尔斯·汤姆森·里斯·威尔逊于20世纪初发明。从20世纪20年代到50年代，在气泡室出现前，它在实验粒子物理学中发挥了重要作用。例如，正电子、μ子及K介子的发现都使用了云室。 云室也被用在人造粒子源中，例如曼哈顿计划中放射线照相术的应用。

## 发明
查尔斯·汤姆森·里斯·威尔逊被认为是云室的发明者。 1894年，他在本尼维斯山顶工作时看到了布罗肯奇景。受到这一现象的启发，他开始研制一种膨胀室，用于研究云的形成和潮湿空气中的光学现象。他很快发现，在这样的腔室中，离子可以充当水滴形成的中心。他继续研究这一发现的应用，并于1911年发明并完善了第一个云室。因威爾遜在云室方面的贡献，他获得1927年的诺贝尔物理学奖，並與阿瑟·康普顿分享了獎金。
在威尔逊最初发明的腔室中，密封装置内的空气被水蒸气饱和，然后使用隔膜使腔室内的空气膨胀（绝热膨胀），冷却空气并开始令水蒸气凝结，因此这款云室被称为膨胀云室。 当电离粒子穿过腔室时，水蒸气会凝结在产生的离子上，使粒子的轨迹在蒸气云中可见。科学家使用电影胶片记录云雾室中的图像。
帕特里克·布莱克特对云雾室进行了进一步的开发。他利用硬弹簧迅速地扩张和压缩腔室，使腔室能够在一秒内记录多道粒子的轨迹。由于这种腔室中的条件并非固定不变，因此也被称为脉冲室。
1936年，亚历山大·朗斯多夫发明了扩散云室。 与膨胀云室不同，它可以在一秒之内记录无限道粒子的轨迹，但其底部必须冷却到相当低的温度，通常低于−26 °C（−15 °F） 。由于酒精的冰点较低，因此可以使用酒精代替水蒸气。演示和爱好者类型的云室通常利用干冰或珀尔帖效应热电冷却；其中使用的酒精通常是异丙醇或甲基化酒精。 

## 内部结构和操作

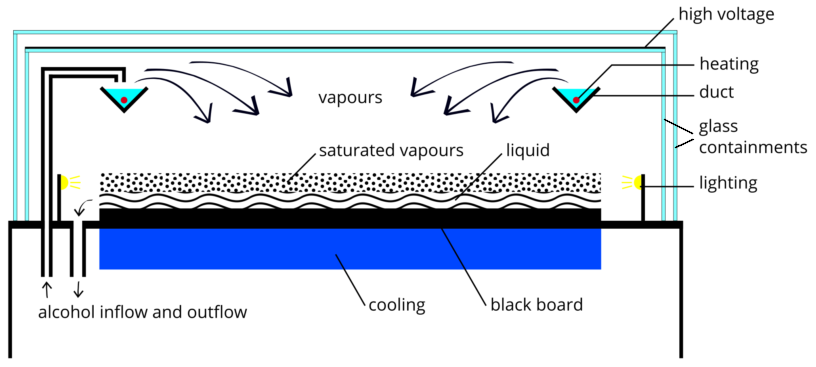
一个扩散云室。酒精（通常是异丙醇）通过位于腔室上部管道中的加热器蒸发。被冷却的蒸汽下降到黑色制冷板并在那里凝结。由于温度呈梯度变化，一层过饱和蒸汽形成于底板上方。在该区域，辐射粒子会引起凝结反应并形成云迹。

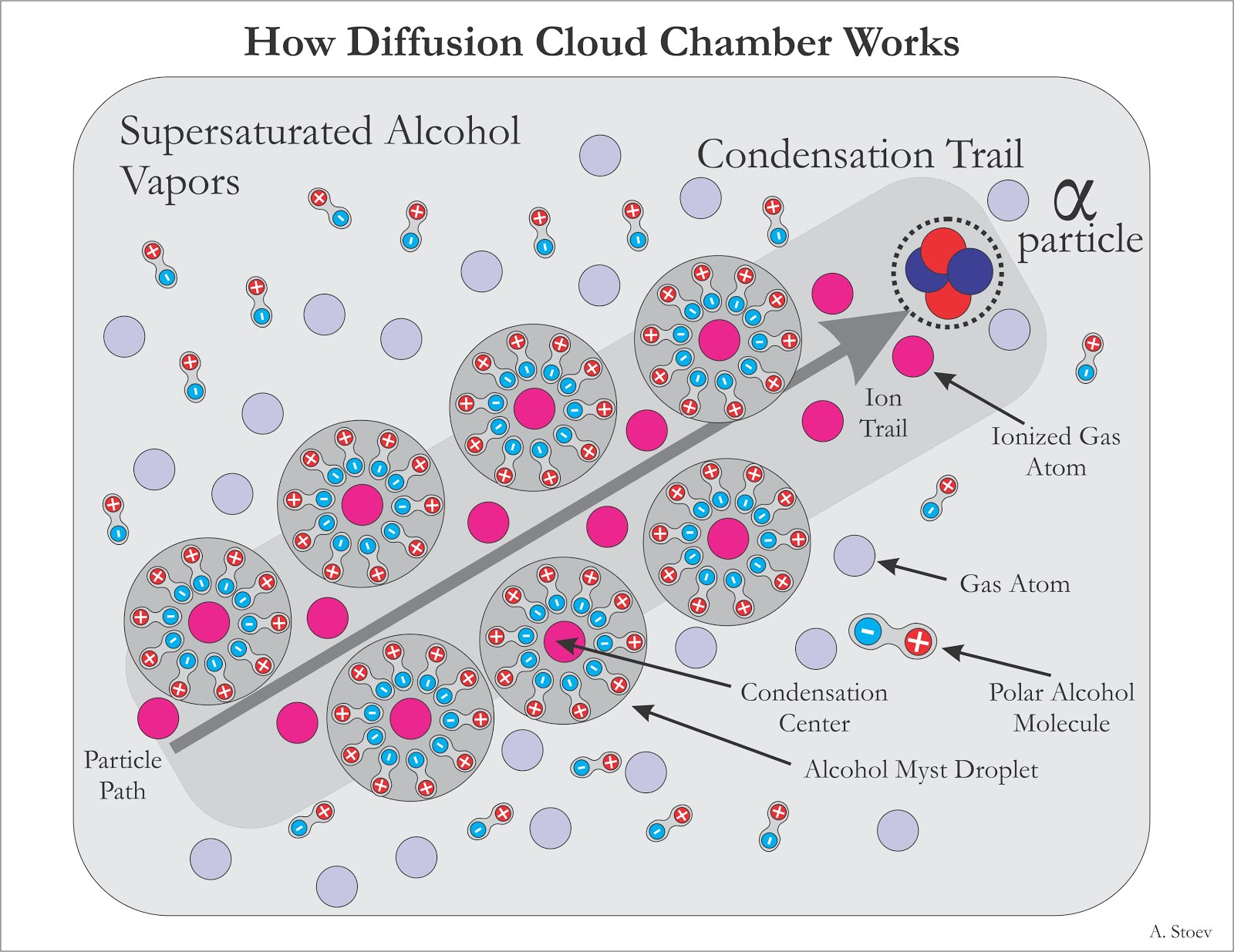
扩散云室中凝结尾迹的形成过程。

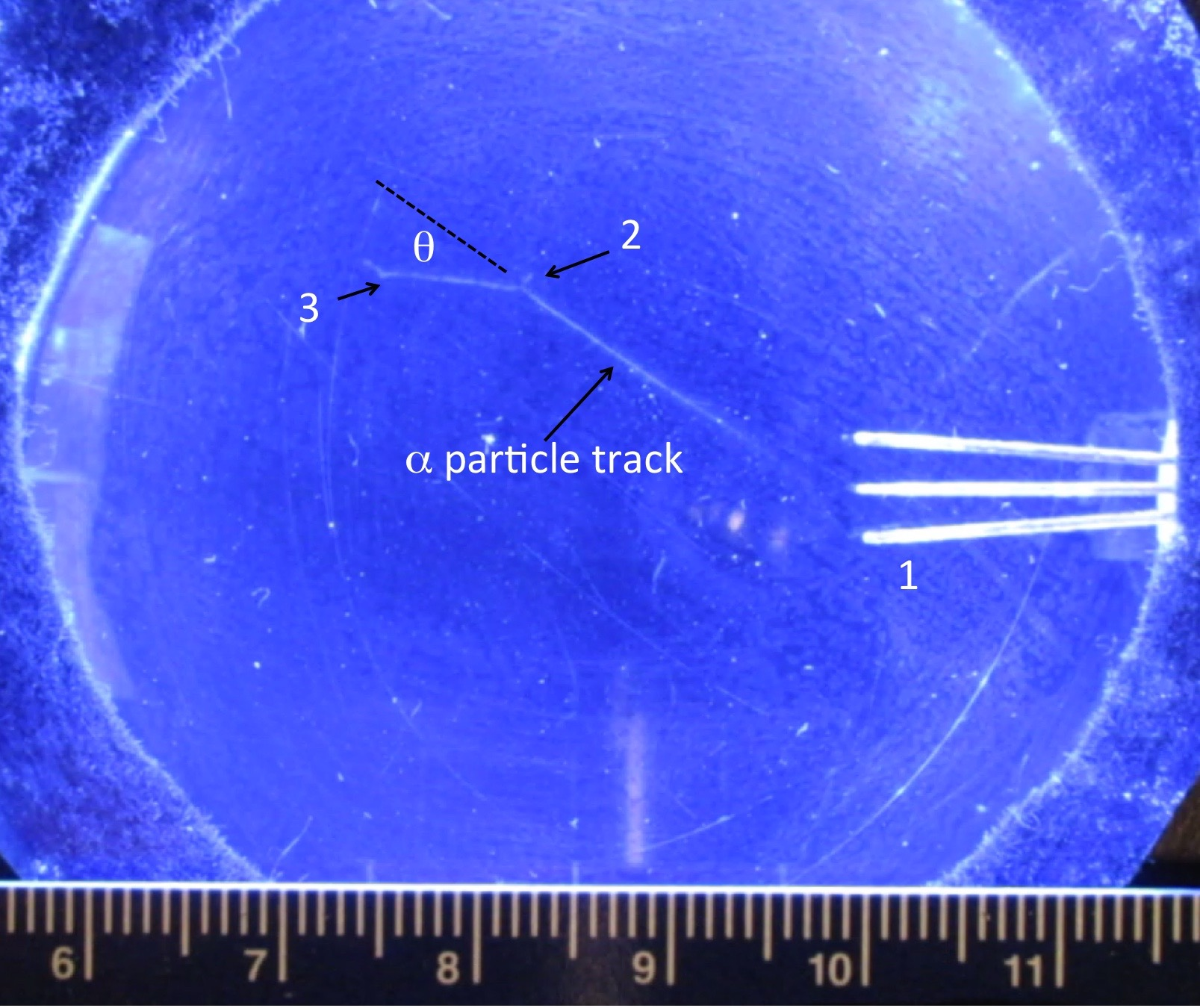
在扩散云室中，来自点 (1) 附近铅-210发射源的5.3MeV阿尔法粒子轨迹在点 (2) 附近发生卢瑟福散射，偏转角度约为30度。随后，它再次散射到点（3）附近，最后停留在气体中。腔内气体中的目标核可能是氮核、氧核、碳核或氢核。它在弹性碰撞中获得了足够的动能，在点 (2) 附近产生了一条可见的短反冲轨迹。 （比例以厘米为单位。）

一个简单的扩散云室由密封罩、一个温暖的顶板和一个冷的底板组成。液态酒精被放置于顶板一侧。液体在此处蒸发形成蒸汽，蒸汽在穿过气体时冷却，并在底板上凝结。观测过程中，需要有电离辐射进入云室。
云室内充满了异丙醇、甲醇或其他酒精蒸汽。酒精随着冷却而下降，而冷凝器则提供陡峭的温度梯度，引起环境过饱和。当高能带电粒子穿过气体时，由于酒精和水分子为极性，可对附近的自由电荷产生吸引力，酒精蒸汽会在电离粒子留下的气态离子痕迹周围凝结，留下电离痕迹，形成云雾状结构。在云室中，很容易确定轨迹的发射源（如有）。 
在冷凝板的正上方，有一塊放射性粒子可留下軌跡的區域。在該區域中，放射性粒子留下的离子尾迹为凝结和云层的形成提供了最佳的触发因素。通过采用陡峭的温度梯度和稳定的条件，可以增加该區域的高度。 科學家通常采用强电场将云迹拉至腔室的該区域，从而提高腔室的灵敏度。电场还可以用于防止大量背景“雨水”遮蔽腔室的軌跡形成区，这种现象是由于在腔室的軌跡形成區上方不斷形成冷凝水而引起的。黑色背景使得观察云迹变得更容易，通常需要切向光源来照亮黑色背景上的白色水滴。通常，放射線軌跡要在冷凝板上出現一小灘酒精時才能清楚顯現。
如果在云室中施加磁场，根据洛伦兹力定律，带正电和负电的粒子将分別向相對的方向弯曲。然而，对于小型业余爱好者来说，很难產生足够强的磁场。 1932年，这种方法也被用来证明正电子的存在，与保罗·狄拉克1928年发表的理论证明一致。 